# Военно-промышленный комплекс
Вое́нно-промы́шленный ко́мплекс (ВПК) — совокупность  научно-исследовательских, испытательных организаций и производственных предприятий, выполняющих разработку, производство, хранение, поставку на вооружение военной и специальной техники, амуниции, боеприпасов и т. п. преимущественно для государственных силовых структур, а также на экспорт.
Каждое изготовленное орудие, каждый спущенный на воду военный корабль, каждая запущенная ракета обозначает, в конечном итоге, кражу у тех, кто голодны и лишены пропитания, тех, кто мёрзнут и лишены одежды… Стоимость каждого современного тяжёлого бомбардировщика такова: современная кирпичная школа в более чем тридцати городах.
Сам термин «военно-промышленный комплекс» впервые был употреблён в речи президента Эйзенхауэра 17 января 1961 года.
Военно-промышленный комплекс России в официальных документах обозначается термином оборонно-промышленный комплекс.

## Основные отрасли ВПК
1. Государственные учреждения и организации-заказчики. Это могут быть как представители Министерства обороны, так и других силовых ведомств и органов власти. От данных учреждений зависит принятие решений об общем перевооружении либо создании отдельных новых образцов, постановка технического задания, проведение конкурса среди подрядчиков и утверждение готовых проектов. В разных странах количество учреждений, полномочных делать госзаказ на разработку и производство тех или иных вооружений, различно. Так, в Советском Союзе этими вопросами ведало Главное автобронетанковое управление и Главное ракетно-артиллерийское управление. В Соединённых Штатах каждый из пяти видов вооружённых сил, а также объединённые командования (например, командование специальных операций) и ряд других силовых структур могут сами осуществлять государственные заказы на разработку того или иного образца, однако их полномочия относительно заказа производства утверждённой модели ограничены до согласования в соответствующих комитетах конгресса. С 1 января 2008 года в России по решению Военно-промышленной комиссии все армейские закупки производятся посредством Федерального агентства по поставкам вооружений, военной, специальной техники и материальных средств[2].
2. Научно-исследовательские и опытно-конструкторские организации. Это специализированные научно-исследовательские институты и конструкторские бюро, зачастую закрытого типа, занимающиеся проектированием и созданием экспериментальных моделей. В Соединённых Штатах и других странах с рыночной экономикой проектированием и созданием новых образцов могут заниматься и частные предприятия, однако они обязуются организовать режим секретности при осуществлении разработок, чтобы не допустить разглашения государственной тайны.
3. Оборонное производство. Заводы, фабрики, верфи, занимающиеся изготовлением стрелкового оружия и боеприпасов, сборкой единиц боевой техники, летательных аппаратов, постройкой и спуском на воду военных судов, производством ядерного оружия. В Советском Союзе было принято сосредотачивать производство в моногородах с закрытым производственным циклом и ограничениями на въезд/выезд из них (например, Горький долгое время был «закрытым городом»).
4. Структурные подразделения вооружённых сил, занимающиеся проведением войсковых испытаний вооружений, постановкой на вооружение нового оружия, снятием с вооружения устаревшего оружия и организацией его складского хранения.
5. Международная торговля оружием. Ведётся уполномоченными на то государственными предприятиями (в России — «Рособоронэкспорт»)
6. Военно-промышленное лобби, то есть объединения промышленников и предпринимателей, поддерживающих военные инициативы государства с целью получения новых заказов, для чего ими в парламент делегируются лояльные политики.

## Расходы на ВПК
Оборонные бюджеты некоторых стран в 2021 году (в долларах США, данные IHS Markit):
- Все страны в сумме — 1,626 трлн
- США — 751,0 млрд
- Китай — 261,1 млрд
- Великобритания — 65,7 млрд
- Индия — 63,4 млрд
- Франция — 58,9 млрд
- Германия — 54,6 млрд
- Россия — 47,8 млрд
- Саудовская Аравия — 46,6 млрд
- Австралия — 35,2 млрд
- ОАЭ — 24,1 млрд
- Канада — 18,5 млрд
- Польша — 15,2 млрд
- Нидерланды — 14,0 млрд
- Алжир — 8,9 млрд
- Норвегия — 7,0 млрд
- ЮАР — 3,0 млрд
- Венгрия — 2,6 млрд